# Krystian Ochman
Krystian Jan Ochman (Melrose, 19 juli 1999) is een Pools-Amerikaans zanger. Professioneel is hij beter bekend met slechts zijn achternaam, Ochman.

## Privé
Ochman werd in 1999 geboren in Melrose, Massachusetts, in de Verenigde Staten van Amerika uit Poolse ouders. Tijdens de middelbare school begon hij met zanglessen. Later speelde hij de rol van de prins in een schoolmusical Assepoester. Na zijn middelbareschooltijd in Amerika ging hij in Polen naar de Karol Szymanowski Muziekacademie in Katowice.
Zijn grootvader is de Poolse tenor Wiesław Ochman. Hij heeft zowel de Poolse als Amerikaanse nationaliteit en hij woont in zowel Katowice als Warschau.

## Carrière

### 2020: The Voice of Poland
In 2020 deed hij auditie voor het elfde seizoen van The Voice of Poland met het lied Beneath Your Beautiful. Hierdoor draaide de stoelen van Michał Szpak en Edyta Górniak. Hij koos voor team Szpak. Op 5 december 2020 won hij het programma, waarna hij een contract tekende met Universal Music Polska. 
Zijn eerste single, Światłocienie, werd uitgebracht in 2020. Op 4 april 2021 werd het nummer in Polen goud. Zijn debutalbum, eveneens Ochman genaamd, kwam uit op 19 november 2021. Het bereikte uiteindelijk de zesde plaats op de Poolse hitlijsten.

### 2022: Eurovisiesongfestival
In het begin van 2022 maakte de Poolse publieke omroep, Telewizja Polska, bekend dat hij meedeed aan Tu bije serce Europy! Wybieramy hit na Eurowizję, de Poolse nationale preselectie voor het Eurovisiesongfestival. Met het nummer River won hij de wedstrijd. Daardoor mocht hij Polen vertegenwoordigen op het Eurovisiesongfestival 2022, dat werd gehouden in de Italiaanse stad Turijn. Hij behaalde de twaalfde plaats in de finale.
1994: Edyta Górniak · 
1995: Justyna Steczkowska · 
1996: Kasia Kowalska · 
1997: Anna Maria Jopek · 
1998: Sixteen · 
1999: Mietek Szcześniak · 
2001: Piasek · 
2003: Ich Troje · 
2004: Blue Café · 
2005: Ivan & Delfin · 
2006: Ich Troje · 
2007: The Jet Set · 
2008: Isis Gee · 
2009: Lidia Kopania · 
2010: Marcin Mroziński · 
2011: Magdalena Tul · 
2014: Donatan & Cleo · 
2015: Monika Kuszyńska · 
2016: Michał Szpak · 
2017: Kasia Moś · 
2018: Gromee feat. Lukas Meijer · 
2019: Tulia · 
2021: Rafał · 
2022: Ochman · 
2023: Blanka · 
2024: Luna · 
2025: Justyna Steczkowska